# Делта (Британская Колумбия)
Делта (англ.  Delta) — окружной муниципалитет (364 км²) в провинции Британская Колумбия в Канаде. Входит в агломерацию Ванкувера — Большой Ванкувер. Население — 101 668 человек (2007) (282,0 чел./км²).

## История

Делта среди других районов Большого Ванкувера

Примерно 4200 лет назад плато и побережье Дельты населял коренной народ Тсавассен, потомки которого до сих пор живут на территории Тсавассена. Впервые европейцы увидели эти земли в 1791 году, когда испанский первооткрыватель Франциско де Элиза ошибочно посчитал эту местность островом и назвал «Остров Капеда». Первыми европейцами, поселившимися в районе дельты реки Фрейзер, были Томас и Уильям Ладнер, начавшие возделывать эти земли в 1868. Земледелие и рыболовство способствовали увеличению общины, и в 1879 году эта зона получила название «Делта», а деревня Ладнеров стала её административным центром, а позже получила название Ладнер в их честь.
Из-за своего географического положения, Делта была изолированным сообществом. Но благодаря созданию туннеля Джорджа Массея под рекой Фрейзер, соединившим Делту с Ванкувером и Ричмондом, проложению по нему 99 шоссе и открытию порта Тсавассен в 1959—1962, в следующие 20 лет население Делты выросло в 4 раза. Также её росту способствовало открытие моста Алекса Фрейзера в 1986, соединившего её с Нью-Уэстминстером.

## География
Муниципалитет расположен в 27 км к югу от Ванкувера и в 22 к северу от границы с США. Окружен с трех сторон водными путями: рекой Фрейзер на севере, проливом Джорджия на западе западу и заливом Баундари на юге. Делта- самый большой муниципалитет Большого Ванкувера, на втором месте — Суррей (317 км²), граничащий с ней на востоке. Через середину полуострова проходит 49-я широта, по которой проведена граница Канады и США. По другую её сторону находится невключённая территория Пойнт Робертс, американский анклав.

### Климат
| Показатель                    | Янв.  | Фев. | Март | Апр. | Май  | Июнь | Июль | Авг. | Сен. | Окт.  | Нояб. | Дек.  | Год   |
| ----------------------------- | ----- | ---- | ---- | ---- | ---- | ---- | ---- | ---- | ---- | ----- | ----- | ----- | ----- |
| Абсолютный максимум, °C       | 14,5  | 15,5 | 19,0 | 23,0 | 27,0 | 29,0 | 31,0 | 28,5 | 28,5 | 23,0  | 15,5  | 14,5  | 31,0  |
| Средний суточный максимум, °C | 7,2   | 8,2  | 10,5 | 13,5 | 16,8 | 19,6 | 21,7 | 21,5 | 18,4 | 13,4  | 9,5   | 7,1   | 13,9  |
| Средняя температура, °C       | 5,1   | 5,8  | 7,7  | 10,4 | 13,4 | 16,0 | 17,9 | 17,9 | 15,3 | 11,2  | 7,5   | 5,1   | 11,1  |
| Средний суточный минимум, °C  | 2,9   | 3,3  | 4,9  | 7,2  | 9,8  | 12,3 | 14,0 | 14,3 | 12,0 | 8,9   | 5,5   | 3,0   | 8,2   |
| Абсолютный минимум, °C        | −9,5  | −12  | −4,5 | 0,0  | 3,5  | 7,0  | 9,5  | 10,0 | 6,5  | −1,5  | −9    | −11,5 | −12   |
| Норма осадков, мм             | 134,6 | 80,4 | 78,5 | 67,9 | 52,2 | 42,6 | 30,5 | 28,7 | 39,8 | 101,3 | 145,1 | 125,9 | 927,5 |
| Источник: Environment Canada  |       |      |      |      |      |      |      |      |      |       |       |       |       |

## Административное деление
На территории Делты находятся 3 города, которые расположены в нескольких километрах друг от друга:
- Северная Делта (52 000 жителей) расположена на берегу реки Фрейзер и примыкает к муниципалитету Суррей. Составляет более половины населения всей Делты.
- Ладнер (25.000 жителей), административный центр общины, расположенный на полуострове вниз по течению между Проливом Джорджии и Тсавассеном.
- Тсавассен (25.000 жителей) расположен на полуострове между Проливом Джорджии и заливом Баундари. На севере города находится резервация индейцев народа Тсавассен.

## Флора и фауна
Залив Баундари и острова в устье реки Фрейзер — важные зоны отдыха для перелетных птиц, летящих Тихоокеанским перелётным путём.

## Города-побратимы
- Мангалур, Индия (2010)

## Интересные факты
- Тсавассен и Ладнер имеют общее прозвище «Южная Делта», в противу Северной.

## Ресурсы Интернет
- Официальный сайт района Делта (англ.)